# سيدني روسترز
سيدني روسترز هو نادي رغبي محترف يلعب بالدوري الأسترالي للروغبي، تأسس في 1908.